# Calling All Stations
Calling All Stations petnaesti je studijski album britanskog sastava Genesis. 

## Popis pjesama
Sve pjesme napisali su Tony Banks i Mike Rutherford, osim ako je drugačije navedeno.
1. "Calling All Stations" – 5:43
2. "Congo" – 4:51
3. "Shipwrecked" – 4:23
4. "Alien Afternoon" – 7:51
5. "Not About Us" (Banks, Rutherford, Ray Wilson) – 4:38
6. "If That's What You Need" – 5:12
7. "The Dividing Line" – 7:45
8. "Uncertain Weather" – 5:29
9. "Small Talk" (Banks, Rutherford, Wilson) – 5:02
10. "There Must Be Some Other Way" (Banks, Rutherford, Wilson) – 7:54
11. "One Man's Fool" – 8:46

## Izvođači
- Ray Wilson - vokal
- Tony Banks - klavijature
- Mike Rutherford - gitara, bas-gitara